# NGC 87
NGC 87 è una galassia barrata di magnitudine apparente 14,67 situata a circa 45,5 Mpc (148 milioni di anni luce) nella costellazione della Fenice.
È una galassia irregolare barrata classificata IBm peculiare in quanto presenta segni di interazione con le altre tre galassie vicine; infatti NGC 87 interagisce con NGC 88, NGC 89 e NGC 92, una famiglia di galassie chiamato Quartetto di Robert, scoperto da John Herschel nel 1834.